# 블랙리스트 (태국의 드라마)
《블랙리스트》(태국어: Blacklist – นักเรียนลับ บัญชีดำ, 로마자: Blacklist – Nakrian Lap Banchi Dam)는 2019년 10월 13일부터 12월 29일까지 방송되었던 태국의 드라마이다.